# 1275
Portal Geschichte | Portal Biografien | Aktuelle Ereignisse | Jahreskalender | Tagesartikel

◄ |
12. Jahrhundert |
13. Jahrhundert
| 14. Jahrhundert | ►

◄ |
1240er |
1250er |
1260er |
1270er
| 1280er | 1290er | 1300er | ►

◄◄ |
◄ |
1271 |
1272 |
1273 |
1274 |
1275
| 1276 | 1277 | 1278 | 1279 | ► | ►►
Staatsoberhäupter  · Nekrolog
| Januar | Januar | Januar | Januar | Januar | Januar | Januar | Januar |
| Kw     | Mo     | Di     | Mi     | Do     | Fr     | Sa     | So     |
| ------ | ------ | ------ | ------ | ------ | ------ | ------ | ------ |
| 1      |        | 1      | 2      | 3      | 4      | 5      | 6      |
| 2      | 7      | 8      | 9      | 10     | 11     | 12     | 13     |
| 3      | 14     | 15     | 16     | 17     | 18     | 19     | 20     |
| 4      | 21     | 22     | 23     | 24     | 25     | 26     | 27     |
| 5      | 28     | 29     | 30     | 31     |        |        |        |

| Februar | Februar | Februar | Februar | Februar | Februar | Februar | Februar |
| Kw      | Mo      | Di      | Mi      | Do      | Fr      | Sa      | So      |
| ------- | ------- | ------- | ------- | ------- | ------- | ------- | ------- |
| 5       |         |         |         |         | 1       | 2       | 3       |
| 6       | 4       | 5       | 6       | 7       | 8       | 9       | 10      |
| 7       | 11      | 12      | 13      | 14      | 15      | 16      | 17      |
| 8       | 18      | 19      | 20      | 21      | 22      | 23      | 24      |
| 9       | 25      | 26      | 27      | 28      |         |         |         |

| März | März | März | März | März | März | März | März |
| Kw   | Mo   | Di   | Mi   | Do   | Fr   | Sa   | So   |
| ---- | ---- | ---- | ---- | ---- | ---- | ---- | ---- |
| 9    |      |      |      |      | 1    | 2    | 3    |
| 10   | 4    | 5    | 6    | 7    | 8    | 9    | 10   |
| 11   | 11   | 12   | 13   | 14   | 15   | 16   | 17   |
| 12   | 18   | 19   | 20   | 21   | 22   | 23   | 24   |
| 13   | 25   | 26   | 27   | 28   | 29   | 30   | 31   |

| April | April | April | April | April | April | April | April |
| Kw    | Mo    | Di    | Mi    | Do    | Fr    | Sa    | So    |
| ----- | ----- | ----- | ----- | ----- | ----- | ----- | ----- |
| 14    | 1     | 2     | 3     | 4     | 5     | 6     | 7     |
| 15    | 8     | 9     | 10    | 11    | 12    | 13    | 14    |
| 16    | 15    | 16    | 17    | 18    | 19    | 20    | 21    |
| 17    | 22    | 23    | 24    | 25    | 26    | 27    | 28    |
| 18    | 29    | 30    |       |       |       |       |       |

| Mai | Mai | Mai | Mai | Mai | Mai | Mai | Mai |
| Kw  | Mo  | Di  | Mi  | Do  | Fr  | Sa  | So  |
| 18  |     |     | 1   | 2   | 3   | 4   | 5   |
| 19  | 6   | 7   | 8   | 9   | 10  | 11  | 12  |
| 20  | 13  | 14  | 15  | 16  | 17  | 18  | 19  |
| 21  | 20  | 21  | 22  | 23  | 24  | 25  | 26  |
| 22  | 27  | 28  | 29  | 30  | 31  |     |     |
| --- | --- | --- | --- | --- | --- | --- | --- |

| Juni | Juni | Juni | Juni | Juni | Juni | Juni | Juni |
| Kw   | Mo   | Di   | Mi   | Do   | Fr   | Sa   | So   |
| ---- | ---- | ---- | ---- | ---- | ---- | ---- | ---- |
| 22   |      |      |      |      |      | 1    | 2    |
| 23   | 3    | 4    | 5    | 6    | 7    | 8    | 9    |
| 24   | 10   | 11   | 12   | 13   | 14   | 15   | 16   |
| 25   | 17   | 18   | 19   | 20   | 21   | 22   | 23   |
| 26   | 24   | 25   | 26   | 27   | 28   | 29   | 30   |

| Juli | Juli | Juli | Juli | Juli | Juli | Juli | Juli |
| Kw   | Mo   | Di   | Mi   | Do   | Fr   | Sa   | So   |
| ---- | ---- | ---- | ---- | ---- | ---- | ---- | ---- |
| 27   | 1    | 2    | 3    | 4    | 5    | 6    | 7    |
| 28   | 8    | 9    | 10   | 11   | 12   | 13   | 14   |
| 29   | 15   | 16   | 17   | 18   | 19   | 20   | 21   |
| 30   | 22   | 23   | 24   | 25   | 26   | 27   | 28   |
| 31   | 29   | 30   | 31   |      |      |      |      |

| August | August | August | August | August | August | August | August |
| Kw     | Mo     | Di     | Mi     | Do     | Fr     | Sa     | So     |
| ------ | ------ | ------ | ------ | ------ | ------ | ------ | ------ |
| 31     |        |        |        | 1      | 2      | 3      | 4      |
| 32     | 5      | 6      | 7      | 8      | 9      | 10     | 11     |
| 33     | 12     | 13     | 14     | 15     | 16     | 17     | 18     |
| 34     | 19     | 20     | 21     | 22     | 23     | 24     | 25     |
| 35     | 26     | 27     | 28     | 29     | 30     | 31     |        |

| September | September | September | September | September | September | September | September |
| Kw        | Mo        | Di        | Mi        | Do        | Fr        | Sa        | So        |
| --------- | --------- | --------- | --------- | --------- | --------- | --------- | --------- |
| 35        |           |           |           |           |           |           | 1         |
| 36        | 2         | 3         | 4         | 5         | 6         | 7         | 8         |
| 37        | 9         | 10        | 11        | 12        | 13        | 14        | 15        |
| 38        | 16        | 17        | 18        | 19        | 20        | 21        | 22        |
| 39        | 23        | 24        | 25        | 26        | 27        | 28        | 29        |
| 40        | 30        |           |           |           |           |           |           |

| Oktober | Oktober | Oktober | Oktober | Oktober | Oktober | Oktober | Oktober |
| Kw      | Mo      | Di      | Mi      | Do      | Fr      | Sa      | So      |
| ------- | ------- | ------- | ------- | ------- | ------- | ------- | ------- |
| 40      |         | 1       | 2       | 3       | 4       | 5       | 6       |
| 41      | 7       | 8       | 9       | 10      | 11      | 12      | 13      |
| 42      | 14      | 15      | 16      | 17      | 18      | 19      | 20      |
| 43      | 21      | 22      | 23      | 24      | 25      | 26      | 27      |
| 44      | 28      | 29      | 30      | 31      |         |         |         |

| November | November | November | November | November | November | November | November |
| Kw       | Mo       | Di       | Mi       | Do       | Fr       | Sa       | So       |
| -------- | -------- | -------- | -------- | -------- | -------- | -------- | -------- |
| 44       |          |          |          |          | 1        | 2        | 3        |
| 45       | 4        | 5        | 6        | 7        | 8        | 9        | 10       |
| 46       | 11       | 12       | 13       | 14       | 15       | 16       | 17       |
| 47       | 18       | 19       | 20       | 21       | 22       | 23       | 24       |
| 48       | 25       | 26       | 27       | 28       | 29       | 30       |          |

| Dezember | Dezember | Dezember | Dezember | Dezember | Dezember | Dezember | Dezember |
| Kw       | Mo       | Di       | Mi       | Do       | Fr       | Sa       | So       |
| -------- | -------- | -------- | -------- | -------- | -------- | -------- | -------- |
| 48       |          |          |          |          |          |          | 1        |
| 49       | 2        | 3        | 4        | 5        | 6        | 7        | 8        |
| 50       | 9        | 10       | 11       | 12       | 13       | 14       | 15       |
| 51       | 16       | 17       | 18       | 19       | 20       | 21       | 22       |
| 52       | 23       | 24       | 25       | 26       | 27       | 28       | 29       |
| 1        | 30       | 31       |          |          |          |          |          |

| Januar | Januar | Januar | Januar | Januar | Januar | Januar | Januar |
| Kw     | Mo     | Di     | Mi     | Do     | Fr     | Sa     | So     |
| ------ | ------ | ------ | ------ | ------ | ------ | ------ | ------ |
| 1      |        | 1      | 2      | 3      | 4      | 5      | 6      |
| 2      | 7      | 8      | 9      | 10     | 11     | 12     | 13     |
| 3      | 14     | 15     | 16     | 17     | 18     | 19     | 20     |
| 4      | 21     | 22     | 23     | 24     | 25     | 26     | 27     |
| 5      | 28     | 29     | 30     | 31     |        |        |        |

| Februar | Februar | Februar | Februar | Februar | Februar | Februar | Februar |
| Kw      | Mo      | Di      | Mi      | Do      | Fr      | Sa      | So      |
| ------- | ------- | ------- | ------- | ------- | ------- | ------- | ------- |
| 5       |         |         |         |         | 1       | 2       | 3       |
| 6       | 4       | 5       | 6       | 7       | 8       | 9       | 10      |
| 7       | 11      | 12      | 13      | 14      | 15      | 16      | 17      |
| 8       | 18      | 19      | 20      | 21      | 22      | 23      | 24      |
| 9       | 25      | 26      | 27      | 28      |         |         |         |

| März | März | März | März | März | März | März | März |
| Kw   | Mo   | Di   | Mi   | Do   | Fr   | Sa   | So   |
| ---- | ---- | ---- | ---- | ---- | ---- | ---- | ---- |
| 9    |      |      |      |      | 1    | 2    | 3    |
| 10   | 4    | 5    | 6    | 7    | 8    | 9    | 10   |
| 11   | 11   | 12   | 13   | 14   | 15   | 16   | 17   |
| 12   | 18   | 19   | 20   | 21   | 22   | 23   | 24   |
| 13   | 25   | 26   | 27   | 28   | 29   | 30   | 31   |

| April | April | April | April | April | April | April | April |
| Kw    | Mo    | Di    | Mi    | Do    | Fr    | Sa    | So    |
| ----- | ----- | ----- | ----- | ----- | ----- | ----- | ----- |
| 14    | 1     | 2     | 3     | 4     | 5     | 6     | 7     |
| 15    | 8     | 9     | 10    | 11    | 12    | 13    | 14    |
| 16    | 15    | 16    | 17    | 18    | 19    | 20    | 21    |
| 17    | 22    | 23    | 24    | 25    | 26    | 27    | 28    |
| 18    | 29    | 30    |       |       |       |       |       |

| Mai | Mai | Mai | Mai | Mai | Mai | Mai | Mai |
| Kw  | Mo  | Di  | Mi  | Do  | Fr  | Sa  | So  |
| 18  |     |     | 1   | 2   | 3   | 4   | 5   |
| 19  | 6   | 7   | 8   | 9   | 10  | 11  | 12  |
| 20  | 13  | 14  | 15  | 16  | 17  | 18  | 19  |
| 21  | 20  | 21  | 22  | 23  | 24  | 25  | 26  |
| 22  | 27  | 28  | 29  | 30  | 31  |     |     |
| --- | --- | --- | --- | --- | --- | --- | --- |

| Juni | Juni | Juni | Juni | Juni | Juni | Juni | Juni |
| Kw   | Mo   | Di   | Mi   | Do   | Fr   | Sa   | So   |
| ---- | ---- | ---- | ---- | ---- | ---- | ---- | ---- |
| 22   |      |      |      |      |      | 1    | 2    |
| 23   | 3    | 4    | 5    | 6    | 7    | 8    | 9    |
| 24   | 10   | 11   | 12   | 13   | 14   | 15   | 16   |
| 25   | 17   | 18   | 19   | 20   | 21   | 22   | 23   |
| 26   | 24   | 25   | 26   | 27   | 28   | 29   | 30   |

| Juli | Juli | Juli | Juli | Juli | Juli | Juli | Juli |
| Kw   | Mo   | Di   | Mi   | Do   | Fr   | Sa   | So   |
| ---- | ---- | ---- | ---- | ---- | ---- | ---- | ---- |
| 27   | 1    | 2    | 3    | 4    | 5    | 6    | 7    |
| 28   | 8    | 9    | 10   | 11   | 12   | 13   | 14   |
| 29   | 15   | 16   | 17   | 18   | 19   | 20   | 21   |
| 30   | 22   | 23   | 24   | 25   | 26   | 27   | 28   |
| 31   | 29   | 30   | 31   |      |      |      |      |

| August | August | August | August | August | August | August | August |
| Kw     | Mo     | Di     | Mi     | Do     | Fr     | Sa     | So     |
| ------ | ------ | ------ | ------ | ------ | ------ | ------ | ------ |
| 31     |        |        |        | 1      | 2      | 3      | 4      |
| 32     | 5      | 6      | 7      | 8      | 9      | 10     | 11     |
| 33     | 12     | 13     | 14     | 15     | 16     | 17     | 18     |
| 34     | 19     | 20     | 21     | 22     | 23     | 24     | 25     |
| 35     | 26     | 27     | 28     | 29     | 30     | 31     |        |

| September | September | September | September | September | September | September | September |
| Kw        | Mo        | Di        | Mi        | Do        | Fr        | Sa        | So        |
| --------- | --------- | --------- | --------- | --------- | --------- | --------- | --------- |
| 35        |           |           |           |           |           |           | 1         |
| 36        | 2         | 3         | 4         | 5         | 6         | 7         | 8         |
| 37        | 9         | 10        | 11        | 12        | 13        | 14        | 15        |
| 38        | 16        | 17        | 18        | 19        | 20        | 21        | 22        |
| 39        | 23        | 24        | 25        | 26        | 27        | 28        | 29        |
| 40        | 30        |           |           |           |           |           |           |

| Oktober | Oktober | Oktober | Oktober | Oktober | Oktober | Oktober | Oktober |
| Kw      | Mo      | Di      | Mi      | Do      | Fr      | Sa      | So      |
| ------- | ------- | ------- | ------- | ------- | ------- | ------- | ------- |
| 40      |         | 1       | 2       | 3       | 4       | 5       | 6       |
| 41      | 7       | 8       | 9       | 10      | 11      | 12      | 13      |
| 42      | 14      | 15      | 16      | 17      | 18      | 19      | 20      |
| 43      | 21      | 22      | 23      | 24      | 25      | 26      | 27      |
| 44      | 28      | 29      | 30      | 31      |         |         |         |

| November | November | November | November | November | November | November | November |
| Kw       | Mo       | Di       | Mi       | Do       | Fr       | Sa       | So       |
| -------- | -------- | -------- | -------- | -------- | -------- | -------- | -------- |
| 44       |          |          |          |          | 1        | 2        | 3        |
| 45       | 4        | 5        | 6        | 7        | 8        | 9        | 10       |
| 46       | 11       | 12       | 13       | 14       | 15       | 16       | 17       |
| 47       | 18       | 19       | 20       | 21       | 22       | 23       | 24       |
| 48       | 25       | 26       | 27       | 28       | 29       | 30       |          |

| Dezember | Dezember | Dezember | Dezember | Dezember | Dezember | Dezember | Dezember |
| Kw       | Mo       | Di       | Mi       | Do       | Fr       | Sa       | So       |
| -------- | -------- | -------- | -------- | -------- | -------- | -------- | -------- |
| 48       |          |          |          |          |          |          | 1        |
| 49       | 2        | 3        | 4        | 5        | 6        | 7        | 8        |
| 50       | 9        | 10       | 11       | 12       | 13       | 14       | 15       |
| 51       | 16       | 17       | 18       | 19       | 20       | 21       | 22       |
| 52       | 23       | 24       | 25       | 26       | 27       | 28       | 29       |
| 1        | 30       | 31       |          |          |          |          |          |

## Ereignisse

### Politik und Weltgeschehen

#### Skandinavien und Britische Inseln

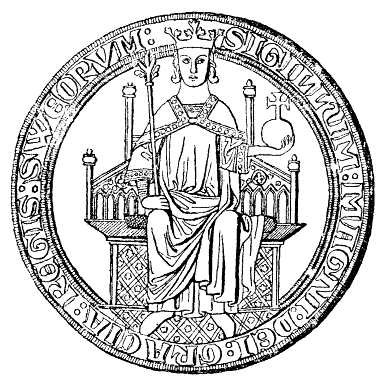
Siegel von Magnus Ladulås

Der seit mehreren Jahren schwelende Konflikt zwischen dem schwedischen König Waldemar und seinen beiden Brüdern Magnus Ladulås und Erik mündet in offenem Kampf, nachdem letztere Unterstützung von Seiten des dänischen Königs Erik Klipping bekommen haben. Sie schlagen die Anhänger Waldemars in der Schlacht bei Hova im selben Jahr. Danach wird Magnus, nachdem Waldemar gezwungenermaßen abgedankt hat, zum schwedischen König gewählt und im Mai in Uppsala gekrönt. Waldemar flieht mit seiner Frau nach Norwegen. Der Kampf um die Krone dauert noch mehrere Jahre an. 
Gottfried Magnuson, Sohn von Magnus III., dem letzten König von Man and the Isles, erklärt sich zum König der Isle of Man und vertreibt damit nach zehn Jahren die schottischen Herrscher. Am 7. Oktober landet jedoch ein schottisches Heer unter der Führung der Barone John de Vescy, John Comyn of Badenoch, Alexander of Argyll, Alan of Garmoran sowie Alan Fitzcount mit 90 Langschiffen auf der Insel. Gottfried lehnt das Angebot sich gegen Begnadigung zu ergeben ab und unterliegt am nächsten Tag in einer blutigen Schlacht. Der schottische Königssohn Alexander wird neuerlich Lord of Man.

#### Heiliges Römisches Reich
- 24. Juni: Nach seiner Weigerung, bestimmte Reichsgüter an König Rudolf zurückzugeben, wird über den böhmischen König Premysl Ottokar II. auf dem Reichstag zu Augsburg die Reichsacht verhängt. Dadurch verliert Ottokar die letzte Unterstützung innerhalb des Reiches und in den benachbarten Territorien. Auch innerhalb Böhmens verweigert eine starke Adelsopposition dem König die Unterstützung. Auf diesem Hoftag wird auch erstmals in einem Reichsdokument die Siebenzahl der Königswähler erwähnt.
- Alfons X. von Kastilien und León verzichtet als letzter Gegenkönig auf seine Ansprüche als König des Heiligen Römischen Reichs.

#### Republik Venedig
- 15. August: Lorenzo Tiepolo stirbt. Er wird unter großer Anteilnahme der Bevölkerung in San Zanipolo im selben Sarkophag wie sein Vater beigesetzt. Am 6. September wird Jacopo Contarini im Alter von 80 Jahren zu seinem Nachfolger als Doge von Venedig gewählt. Die dominierenden Familien der Republik Venedig nutzen die Gelegenheit eines alten und kränklichen Dogen, dessen Amt weiter in seinen Befugnissen zu beschneiden. Gleich zu Anfang seiner Amtszeit leidet Venedig unter einem Mangel an Getreide und einer darauf folgenden Hungersnot.

#### West- und Südeuropa

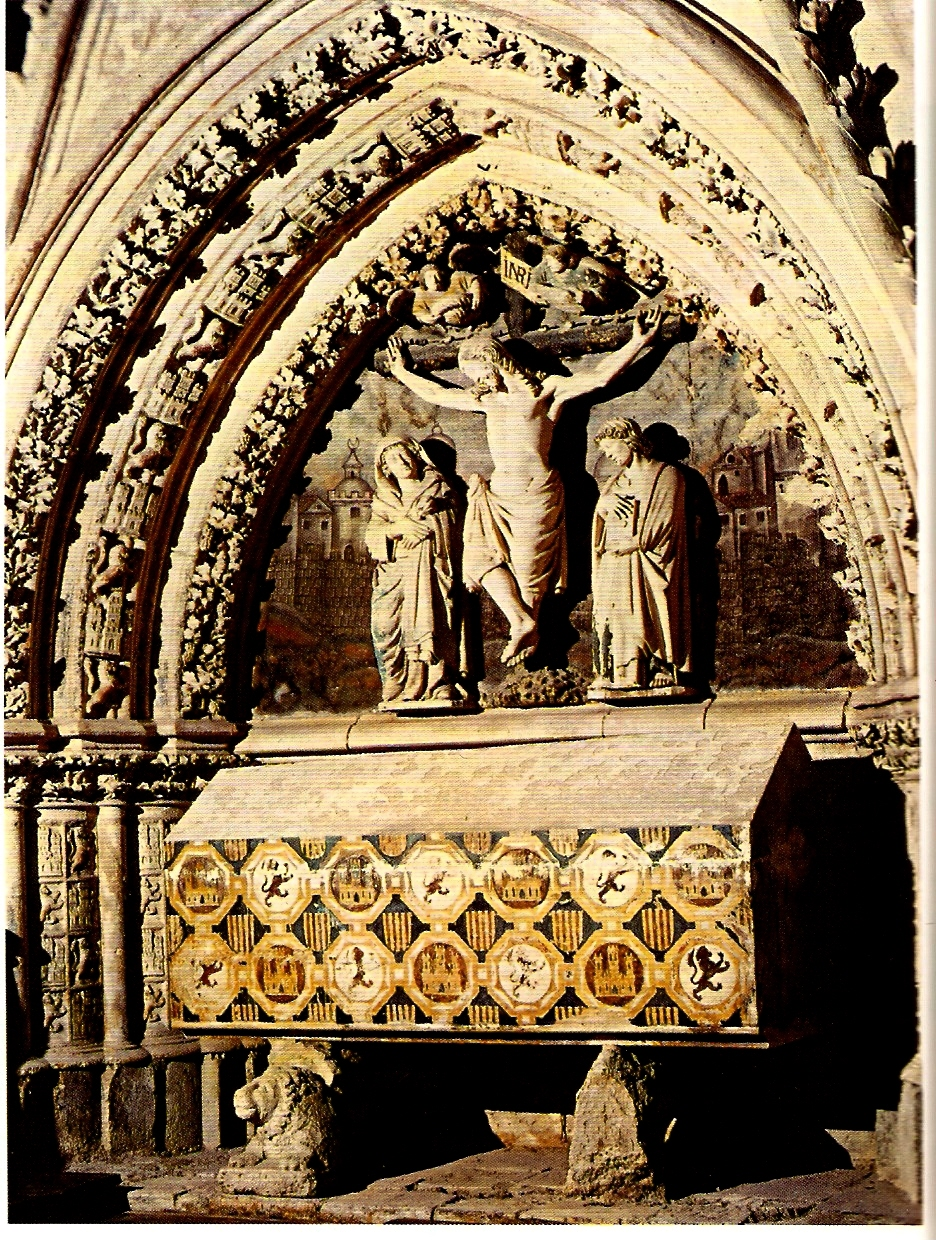
Grabstätte von Ferdinand de la Cerda

Nach dem Tod seines ältesten Sohnes Ferdinand de la Cerda am 20. Juli bestimmt Alfons X. von Kastilien seinen zweiten Sohn Sancho IV. zum Nachfolger, und übergeht damit die Ansprüche der Kinder Ferdinands, was in späteren Jahren zu einem Krieg mit Frankreich führen wird.

#### Kreuzfahrerstaaten
- Bohemund IV. wird nach dem Tod seines Vaters Bohemund III. Graf von Tripolis. Gleichzeitig wird er Titularfürst von Antiochia, obwohl sein Vater das Fürstentum Antiochia bereits 1268 verloren hat.

#### Asien
- Niccolò Polo erreicht mit seinem Bruder Matteo und seinem Sohn Marco nach vierjähriger Reise das Kaiserreich China und sie werden von Kublai Khan in dessen Sommerresidenz Shangdu empfangen. Marco Polo wird nach eigenen Angaben vom Großkhan zum Präfekten ernannt, der bis 1292 für unterschiedliche Missionen eingesetzt wird.
- Das Königreich Singhasari auf Java macht die Häfen Palembang und Jambi als Reste des einst großen Srivijaya tributpflichtig.

#### Stadtrechte und urkundliche Ersterwähnungen
- 17. Dezember: Rudolf von Habsburg verleiht Stadtrechte an Wolfstein.
- Bergedorf, Neustadt an der Weinstraße und Schiedam erhalten die Stadtrechte verliehen.
- Erste Erwähnung der Orte Agriswil, Amstetten (Württemberg), Boms, Breitnau, Dettingen, Donzdorf, Dünaburg, Dürrenroth, Dürnau, Doppleschwand, Ebhausen, Egelsbach, Eichelberg, Erbach (Donau), Feuerbach, Lungern, Großsteinhausen, Habkern, Hattenhofen, Hegensberg,  Hellsau, Hohengehren, Holzen, Karsee, Kirchensittenbach, Krumwälden, Lauperswil, Lausen, Luthern, Möglingen, Mühlingen, Oberthal, Ottenbach, Rabenshof, Saint-Brais, Salach, St. Gallenkappel, Schalkstetten, Schlierbach (Württemberg), Schonach im Schwarzwald, Uhingen, Vechigen, Waldstetten, Wannweil, Wißgoldingen, Wolfegg, Zell im Wiesental, Zepfenhan und Zell LU

### Wirtschaft
- König Edward I. von England erreicht die Zustimmung zu einer allgemeinen Vermögenssteuer und zur Einziehung eines Exportzolls für Wolle, der in der nächsten Zeit regelmäßige Einnahmen sichert und damit auch die Kreditaufnahme bei italienischen Kaufleuten erleichtert.
- seit 1275: Der eigenständige Beruf steinmecz wird in den Quellen genannt.

### Wissenschaft und Technik

#### Naturwissenschaften
- 4. März: Chinesische Astronomen berichten über eine totale Sonnenfinsternis.
- um 1275: Ägidius von Rom beschreibt die Entwicklung des Körpers in der Gebärmutter (De formatione corporis in utero) und vermutet, dass beide Elternteile die Eigenschaften eines Kindes beeinflussen.

#### Lehre und Forschung
- 7. Mai: Petrus de Alvernia wird durch den Kardinallegaten Simon von Brion zum Rektor der Universität Paris bestellt.

### Kultur

#### Architektur
- Das Langhaus des Straßburger Münsters wird in einheitlicher und ungewöhnlich rascher Bauführung (begonnen 1250) fertiggestellt.

### Gesellschaft
- 7. Mai: Agnes Gräfin von Württemberg, älteste Tochter von Ulrich I., gen. der Stifter von Württemberg und der Mechthild von Baden heiratet Graf Konrad von Öttingen († vor 1279).

### Religion
- 16. März: Siegfried von Westerburg wird Erzbischof von Köln. Er folgt dem im Vorjahr verstorbenen Engelbert II. von Falkenburg ins Amt.
- 12. April: Albertus Magnus weiht das Mönchengladbacher Münster.
- 2. Juni: Johannes XI. wird Patriarch von Konstantinopel als Nachfolger für den am 9. Januar zurückgetretenen Joseph I. Galesiotes, einen Gegner der auf dem Konzil von Lyon 1274 getroffenen Vereinbarungen.
- Auf dem Generalkapitel der Dominikaner in Bologna wird beschlossen, die Klöster der einzelnen Landesteile der größeren Provinzen in besondere Verbände, nationes genannt, zusammenzufassen.
- Johannes von Erfurt ist als Lektor der Franziskaner in Erfurt nachweisbar.[1]
- Gründung des Zisterzienserinnenklosters in Ebersecken
- Der Liber decimationis des Bistums Konstanz entsteht.
- um 1275: Meister Eckhart legt die Profess ab.
- um 1275: Heinrich von Gent lehrt als Magister der Theologie an der Universität Paris (bis ca. 1292)

### Natur und Umwelt
- Seit Anfang Mai regnet es in Deutschland, viele Flüsse treten wegen des Dauerregens über die Ufer, so beispielsweise der Main oder die Elbe am 24. August.[2]

## Geboren

### Geburtsdatum gesichert
- 28. Februar: Konrad IV. von Baierbrunn, bayrischer Adeliger († 1333)
- 27. September: Johann II., Herzog von Brabant und Limburg († 1312)
- 20. Oktober: Chungseon Wang, 26. König des koreanischen Goryeo-Reiches († 1325)

### Genaues Geburtsdatum unbekannt
- Dnyaneshwar, indischer Dichter, Religionsphilosoph und Yogi (gest. 1296)
- Ferdinand II. de la Cerda, Infant von Kastilien († 1322)
- Jón Halldórsson, Bischof von Skálholt in Island († 1339)
- Musō Soseki, japanischer Zen-Meister, Politikberater, Gartengestalter, Literat und Kalligraph († 1351)

### Geboren um 1275
- Bartholomew de Badlesmere, englischer Adeliger, Militär und Rebell († 1322)
- Durandus de San Porciano, Dominikaner („doctor modernus“) († 1334)[3]
- Edward Bruce, irischer Hochkönig († 1318)
- Giuliano da Rimini, italienischer Maler († um 1325)
- Leszek, Herzog von Kujawien († um 1340)
- Marsilius von Padua, Politiker und Philosoph († 1342/43)
- Pietro Rainalducci, 1328–1330 als Nikolaus V. Gegenpapst zu Johannes XXII. († 1333)
- Gediminas, Großfürst von Litauen († 1341)
- Peter von Zittau, böhmischer Schriftsteller und Abt des Zisterzienserklosters Königsaal († 1339)

## Gestorben

### Erstes Halbjahr
- 6. Januar: Raimund von Peñafort, spanischer Ordensgründer (* 1175)

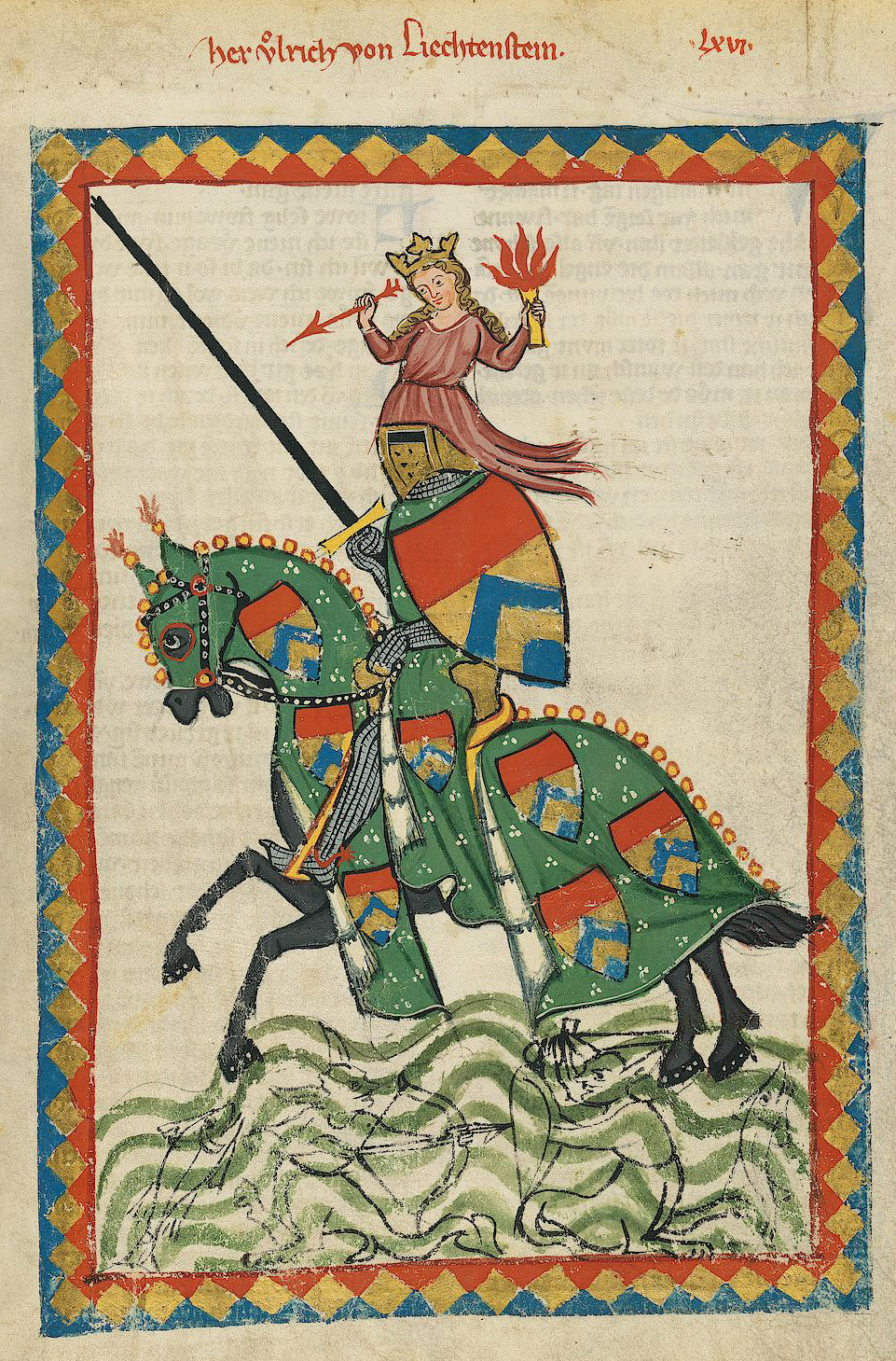
Abbildung Ulrichs von Liechtenstein im Codex Manesse

- 26. Januar: Ulrich von Liechtenstein, deutscher Minnesänger (* um 1200)
- 10. Februar: Paio Peres Correia, portugiesischer Ritter (* 1205)
- nach dem 12. Februar: Pribislaw I., Herr zu Parchim-Richenberg (* 1224)
- 27. Februar: Margarete von England, Königin von Schottland (* 1240)
- 24. März: Beatrix von England, Tochter von Heinrich III. von England (* 1242)
- 13. April: Eleanor von England, Countess of Pembroke and Leicester, Schwester König Heinrichs III. (* um 1215)
- 21. Mai: Cécile des Baux, Adlige aus dem Königreich Arelat, Regentin der Grafschaft Savoyen (* um 1230)
- 27. Mai: Fujiwara no Tameie, japanischer Dichter (* 1198)
- 29. Mai: Sophie von Brabant, Herzogin von Brabant (* 1224)
- Juni: Bernhard IV., deutscher Adliger (* um 1230)

### Zweites Halbjahr
- 2. Juli: Eudes Rigaud, Erzbischof von Rouen (* um 1200)
- 13. Juli: Johannes von Toledo, englischer Zisterzienser und Kardinal
- 20. Juli: Ferdinand de la Cerda, Kronprinz von Kastilien (* 1255)
- 31. Juli: Hermann von Niederaltaich, Benediktiner, Abt von Niederaltaich und Chronist (* um 1200/02)

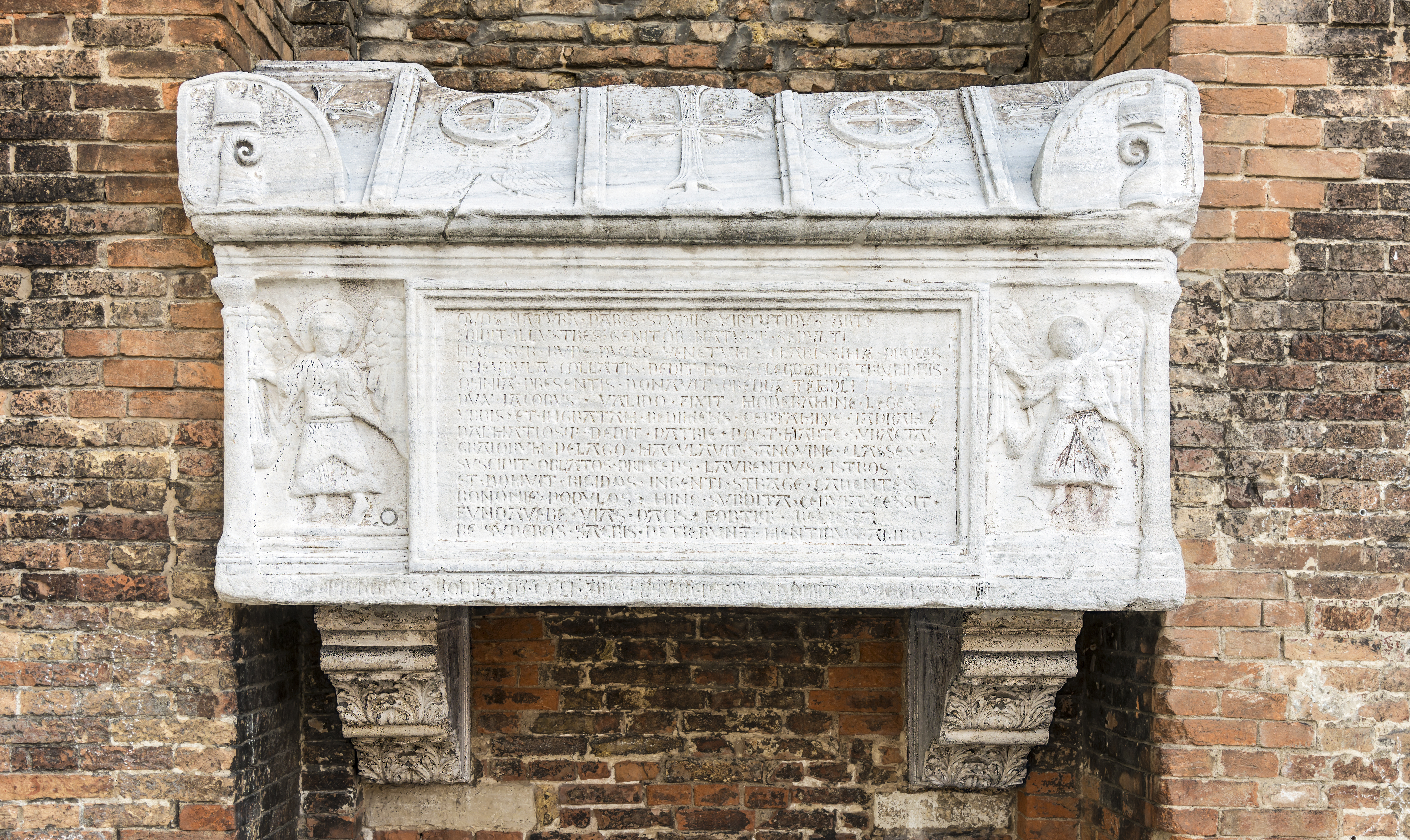
Sarkophag von Lorenzo Tiepolo

- 15. August: Lorenzo Tiepolo, Doge von Venedig
- 24. September: Humphrey de Bohun, englischer Magnat
- 21. Oktober: Sancho von Aragón, Erzbischof von Toledo (* um 1250)
- 26. November: Aymon de Cruseilles, Bischof von Genf
- November: John fitz John, englischer Adeliger und Rebellenführer (* um 1240)
- November: Otto I. von Minden, Fürstbischof von Minden (* um 1225)

### Genaues Todesdatum unbekannt
- Alan Durward, Guardian of Scotland und Justiziar
- Beatrix von Sizilien, lateinische Titularkaiserin von Konstantinopel (* um 1252)
- Bohemund VI., Fürst von Antiochia und Graf von Tripolis (* 1237)
- Dietrich V./VII., Graf von Kleve (* um 1226)
- Fernán Sánchez de Castro, aragónesisch-katalanischer Adliger und Kreuzritter
- Hartmann II. von Grüningen, Württemberger Graf
- Herbord, Bischof von Lavant
- Julian Garnier, Graf von Sidon
- Maria von Brienne, lateinische Kaiserin von Konstantinopel (* 1224)
- Jia Sidao, chinesischer Kanzler unter den Kaisern Lizong und Duzong (* 1213)

### Gestorben um 1275
- Avigdor Kohen ben Elija, Talmudgelehrter in Italien und Österreich (* um 1200)
- Xacbert de Barbaira, okzitanischer Ritter und Faydit (* um 1185)
- Gebhard, Graf von Ortenburg